# Rycerz cieni
Rycerz Cieni (tyt. oryg. Knight of Shadows) – dziewiąta część cyklu fantasy Kroniki Amberu (The Chronicles of Amber) Rogera Zelazny’ego. Jest to zarazem czwarta część drugiej części cyklu, tzw. „Kronik Merlina”.
Wydanie angielskie (ISBN 0-688-08726-4) opublikowano w USA w listopadzie  1989 przez wydawnictwo William Morrow and Company. Okładkę zaprojektowała Linda Burr. Wydanie liczy 215 stron.
Pierwsze polskie wydanie ukazało się w 1995 r. nakładem wydawnictwa „Iskry” (Warszawa, ISBN 83-207-1482-6), w tłumaczeniu Piotra W. Cholewy.
W 2004 książkę (również w tłumaczeniu Piotra W.Cholewy) wydał Zysk i Spółka (ISBN 83-7298-018-7, stron: 216, broszura, format: 125/183).

## Fabuła
Merlin przekonuje się, że to jego dawna dziewczyna Julia okazała się czarodziejem Maską, który wraz z Jurtem sprzymierzył się przeciw niemu. Merlin, jego przybrany brat Mandor i dawny wróg Jasra świętują zdobycie Twierdzy Czterech Światów jedząc przygotowaną przez Mandora kolację. Następnie Merlin próbuje szukać zaginionej Coral. Trafia do strefy pomiędzy Cieniami, gdzie spotyka upiory Wzorca i Logrusu. Okazuje się, że zarówno Wzorzec, jak i Logrus próbują pozyskać Merlina do swych celów. W końcu Merlin odnajduje Coral i wraca z nią do Amberu. Tam jednak dochodzi do bezpośredniego starcia Wzorca i Logrusu, w wyniku którego część zamku zostaje zniszczona, a Coral traci oko. Dworkin z Dworców Chaosu decyduje się na przeprowadzenie operacji polegającej na zastąpieniu zniszczonej gałki ocznej Klejnotem Wszechmocy zwanym w Dworcach Chaosu Okiem Węża. Tymczasem przyjaciel Merlina Luke dokonuje w Kashfie przewrotu i - ku swojemu niezadowoleniu - zostaje królem tego państwa.